# Udo Kier
Udo Kier (született Udo Kierspe) (Köln, 1944. október 14. –) német színész.
Elsősorban horrorfilmes szerepléseiről, továbbá a Command & Conquer: Red Alert 2 és a Command & Conquer: Yuri’s Revenge videójátékokban főszereplő Yuri megformálásáról ismert.

## Élete és pályafutása
A kórház, amiben született, születése után pár perccel romhalmazzá vált az angolszász bombázások nyomán. Fiatalkorában ministráns volt és kántorként is szolgált, és az Egyesült Királyságban tanult angolul.
Tizenéves korában egy szobában lakott Rainer Werner Fassbinderrel, akivel később munka- és élettársak is lettek egészen a rendező haláláig. Udo Kier nyíltan vállalja homoszexualitását.
Első kisebb szerepét 1966-ban kapta. Az 1973-as Andy Warhol – Frankenstein után számtalan horrorfilmben szerepelt, a kis költségvetésű B-kategóriásoktól egészen olyan közönségkedvenc darabokig, mint például a Penge. Rendkívül gyakran szerepel a filmekben vámpírként.  Hosszú filmes pályafutása során olyan rendezőkkel dolgozhatott együtt, mint Lars von Trier, Gus Van Sant, Werner Herzog, Walerian Borowczyk, Kleber Mendonça Filho, Dario Argento, Charles Matton, Paul Morrissey, valamint Nemes Gyula, Jancsó Miklós és Bódy Gábor. 
1991 óta a kaliforniai Palm Springsben él.Szabadidejében műgyűjtőként tevékenykedik, de a festményeken és a rajzokon kívül régi bútorokat is gyűjt.

## Válogatott filmográfia

### Film
| Év   | Magyar cím                                                | Eredeti cím                                                   | Szerep                                            | Magyar hang            |
| ---- | --------------------------------------------------------- | ------------------------------------------------------------- | ------------------------------------------------- | ---------------------- |
| 1970 | Boszorkányok, amíg a vér hajtja őket                      | Mark of the Devil                                             | Christian von Meruh báró                          |                        |
| 1972 |                                                           | The Salzburg Connection                                       | Anton                                             |                        |
| 1973 | Andy Warhol – Frankenstein                                | Flesh for Frankenstein                                        | Baron von Frankenstein                            |                        |
| 1974 | Vér Drakulának                                            | Blood for Dracula                                             | Drakula gróf                                      |                        |
| 1975 | O. története                                              | Story of O                                                    | René                                              |                        |
| 1976 |                                                           | Exposé                                                        | Paul Martin                                       |                        |
| 1977 | Sóhajok                                                   | Suspiria                                                      | Dr. Frank Mandel                                  | Előd Álmos             |
| 1979 | A harmadik generáció                                      | The Third Generation                                          | Edgar Gast                                        |                        |
| 1979 | Magyar rapszódia                                          | –                                                             | Poór                                              |                        |
| 1980 | Psyché                                                    | –                                                             | Tóth Laci / Nárcisz                               | Cserhalmi György       |
| 1981 |                                                           | Docteur Jekyll et les femmes                                  | Dr. Henry Jekyll                                  |                        |
| 1981 | Lili Marleen                                              | Lili Marleen                                                  | Drewitz                                           | Sörös Sándor           |
| 1984 | Moszkva a Hudson partján                                  | Moscow on the Hudson                                          | meleg férfi az utcán (cameo)                      |                        |
| 1987 | Járvány                                                   | Epidemic                                                      | önmaga                                            |                        |
| 1990 |                                                           | Das deutsche Kettensägenmassaker                              | Jonny                                             |                        |
| 1991 | Otthonom, Idaho                                           | My Own Private Idaho                                          | Hans                                              | Cseke Péter            |
| 1991 | Európa                                                    | Europa                                                        | Lawrence Hartmann                                 |                        |
| 1993 | Josh és S.A.M.                                            | Josh and S.A.M.                                               | recepciós a szoláriumban                          | Végh Ferenc            |
| 1993 | Szenzációs recepciós                                      | For Love or Money                                             | Mr. Himmelman                                     |                        |
| 1993 | Néha a csajok is úgy vannak vele                          | Even Cowgirls Get the Blues                                   | reklámfilmes rendező                              | Gáspár András          |
| 1994 | Ace Ventura: Állati nyomozó                               | Ace Ventura: Pet Detective                                    | Ron Camp                                          | Kassai Károly          |
| 1994 | Ace Ventura: Állati nyomozó                               | Ace Ventura: Pet Detective                                    | Ron Camp                                          | Kárpáti Levente        |
| 1995 | Johnny Mnemonic – A jövő szökevénye                       | Johnny Mnemonic                                               | Ralfi                                             | Szersén Gyula          |
| 1995 | Csak a holttestemen át                                    | Nur über meine Leiche                                         | gyilkos                                           |                        |
| 1995 | A Skladanowsky-fivérek                                    | Die Gebrüder Skladanowsky                                     | Max Skladanowsky                                  |                        |
| 1996 | Barb Wire – A bosszúálló angyal                           | Barb Wire                                                     | Curly                                             | Csuja Imre             |
| 1996 | Hullámtörés                                               | Breaking the Waves                                            | szadista matróz                                   | Orosz István           |
| 1996 | Pinokkió                                                  | The Adventures of Pinocchio                                   | Lorenzini                                         | Barbinek Péter         |
| 1997 | Az erőszak vége                                           | The End of Violence                                           | Kovács Zoltán                                     | Barbinek Péter         |
| 1997 |                                                           | Betty                                                         | Vincent Lord                                      |                        |
| 1997 | Lovagok háborúja                                          | Prince Valiant                                                | Sligon                                            | Sinkovits-Vitay András |
| 1998 | Armageddon                                                | Armageddon                                                    | pszichológus                                      | Csuha Lajos            |
| 1998 | Szellem a dobozból                                        | There's No Fish Food in Heaven                                | Rocky                                             |                        |
| 1998 | Penge                                                     | Blade                                                         | Dragonetti                                        | Wohlmuth István        |
| 1999 | Ítéletnap                                                 | End of Days                                                   | Dr. Abel                                          | Szokolay Ottó          |
| 1999 | Csak semmi szex, kémek vagyunk                            | History Is Made at Night                                      | Ivan Bliniak                                      | Nagy Gábor             |
| 1999 | A megszállott                                             | Besat                                                         | Vincent                                           | Áron László            |
| 2000 | A vámpír árnyéka                                          | Shadow of the Vampire                                         | Albin Grau                                        | Rosta Sándor           |
| 2000 | Táncos a sötétben                                         | Dancer in the Dark                                            | Dr. Porkorny                                      | Perlaki István         |
| 2000 | A skarlát betűs levelek                                   | Red Letters                                                   | George Kessler                                    |                        |
| 2000 | A végzet markában                                         | Doomsdayer                                                    | Max Gast                                          |                        |
| 2001 | Kritikus tömeg                                            | Critical Mass                                                 | Samson                                            | Végvári Tamás          |
| 2001 | A legyőzhetetlen                                          | Invincible                                                    | Helldorf gróf                                     | Barbinek Péter         |
| 2001 | Négyes átverés                                            | Double Deception                                              | Vincent                                           | Sörös Sándor           |
| 2001 | Megiddó                                                   | Megiddo: The Omega Code 2                                     | az őrző                                           | Mihályi Győző          |
| 2001 | A királynő titkosügynökei                                 | All the Queen's Men                                           | Landssdorf tábornok                               | Forgács Péter          |
| 2001 | Az elveszett ereklye kalandorai – A Loculus-kód           | Revelation                                                    | A nagymester                                      | Forgács Péter          |
| 2002 | Félelem.com                                               | FeardotCom                                                    | Polidori                                          |                        |
| 2003 | Dogville – A menedék                                      | Dogville                                                      | kabátos férfi                                     | Bicskey Lukács         |
| 2003 | Műanyag szerető                                           | Love Object                                                   | Radley                                            | Haagen Imre            |
| 2003 | A mennyország kapuja                                      | Gate to Heaven                                                | Joachim Nowak                                     |                        |
| 2004 | Paranoia 1.0                                              | Paranoia 1.0                                                  | Derrick                                           | Rosta Sándor           |
| 2004 | Jargo                                                     | Jargo                                                         | Jargo apja                                        | Végh Péter             |
| 2004 | Modigliani                                                | Modigliani                                                    | Max Jacob                                         | Barbinek Péter         |
| 2004 | Ördögi szemek                                             | Evil Eyes                                                     | George                                            |                        |
| 2004 | Dracula 3000                                              | Dracula 3000                                                  | Varna százados                                    |                        |
| 2004 | Túlélni a karácsonyt                                      | Surviving Christmas                                           | Heinrich                                          | Forgács Gábor          |
| 2005 |                                                           | Headspace                                                     | Karl Hartman tiszteletes                          |                        |
| 2005 | Manderlay                                                 | Manderlay                                                     | Mr. Kirspe                                        | Uri István             |
| 2005 | BloodRayne – Az igazság árnyékában                        | BloodRayne                                                    | szerzetesek vezetője                              |                        |
| 2006 |                                                           | Holly                                                         | Klaus                                             |                        |
| 2006 | Keresztes hadjárat farmerban                              | Kruistocht in spijkerbroek                                    | Dr. Lawerence                                     |                        |
| 2007 | Picasso Gyilkos                                           | Fall Down Dead                                                | Picasso Gyilkos / Aaron Garvey                    | Rosta Sándor           |
| 2007 | Grindhouse                                                | Grindhouse                                                    | Franz Hess                                        |                        |
| 2007 | Halloween                                                 | Halloween                                                     | Morgan Walker                                     |                        |
| 2007 | Tell, a Vilmos                                            | Tell                                                          | Hermann Gessler                                   | Rosta Sándor           |
| 2007 | Könnyek anyja                                             | La terza madre                                                | Johannes atya                                     | Cs. Németh Lajos       |
| 2008 | Far Cry                                                   | Far Cry                                                       | Dr. Lucas Krieger                                 |                        |
| 2008 | 1 és 1/2 lovag – Az elbűvölő Herzelinde hercegnő nyomában | 1 1/2 Ritter - Auf der Suche nach der hinreißenden Herzelinde | Luipold Trumpf                                    | Forgács Péter          |
| 2009 |                                                           | House of Boys                                                 | Madame                                            |                        |
| 2009 | Soul Kitchen                                              | Soul Kitchen                                                  | Herr Jung                                         | Kajtár Róbert          |
| 2009 |                                                           | Metropia                                                      | Ivan Bahn (hangja)                                |                        |
| 2009 | Mit tettél, fiam?                                         | My Son, My Son, What Have Ye Done?                            | Lee Meyers                                        | Rosta Sándor           |
| 2011 |                                                           | Keyhole                                                       | Dr. Lemke                                         |                        |
| 2011 | Melankólia                                                | Melancholia                                                   | esküvőszervező                                    |                        |
| 2011 | Azt gondolta UFO                                          | UFO in Her Eyes                                               | Steve Frost                                       |                        |
| 2012 | Iron Sky: Támad a Hold                                    | Iron Sky                                                      | Wolfgang Kortzfleisch                             | Barbinek Péter         |
| 2013 | A nimfomániás                                             | Nymphomaniac                                                  | A pincér                                          |                        |
| 2014 | Beethoven, a mesés kincs nyomában                         | Beethoven's Treasure Tail                                     | The Real Fritz Bruchschnauser                     |                        |
| 2014 |                                                           | The Editor                                                    | Dr. Casini                                        |                        |
| 2015 |                                                           | Coconut Hero                                                  | Mr. Morrow terapeuta                              |                        |
| 2015 | A tiltott szoba                                           | The Forbidden Room                                            | Yugh gróf / inas / halott apa / őr / gyógyszerész |                        |
| 2017 | Kicsinyítés                                               | Downsizing                                                    | Joris Konrad                                      | Ujréti László          |
| 2017 | Büntető ököl                                              | Brawl in Cell Block 99                                        | nyugodt férfi                                     | Végh Péter             |
| 2018 | Amerikai állatok                                          | American Animals                                              | Mr. Van Der Hoek                                  |                        |
| 2018 | Nyugi, gyalog nem jut messzire                            | Don't Worry, He Won't Get Far on Foot                         | George                                            | Mertz Tibor            |
| 2018 | Az én lányom                                              | Daughter of Mine                                              | Bruno                                             |                        |
| 2018 |                                                           | Puppet Master: The Littlest Reich                             | André Toulon                                      |                        |
| 2018 | Kegyetlen zsaruk                                          | Dragged Across Concrete                                       | Friedrich                                         | Varga T. József        |
| 2018 |                                                           | The Mountain                                                  | Frederick                                         |                        |
| 2019 |                                                           | Iron Sky: The Coming Race                                     | Wolfgang Kortzfleisch                             |                        |
| 2019 |                                                           | Bacurau                                                       | Michael                                           |                        |
| 2019 | A festett madár                                           | The Painted Bird                                              | Miller                                            |                        |
| 2020 |                                                           | Last Moment of Clarity                                        | Ivan                                              |                        |
| 2021 |                                                           | The Blazing World                                             | Lained                                            |                        |
| 2021 |                                                           | Swan Song                                                     | Pat Pitsenbarger                                  |                        |
| 2022 | Gyorstalpaló szerelemből                                  | A E I O U: A Quick Alphabet of Love                           | Michel                                            |                        |
| 2022 |                                                           | My Neighbor Adolf                                             | Mr. Herzog                                        |                        |

### Videójátékok
- Command & Conquer: Red Alert 2 – Yuri (2000)
- Command & Conquer: Yuri’s Revenge – Yuri (2001)
- Call of Duty: WWII – Dr Peter Glucksbringer Straub szinkronhangja (2017)